# Florence (New Jersey)
Florence – jednostka osadnicza w Stanach Zjednoczonych, w stanie New Jersey, w hrabstwie Burlington.